# Lea Sölkner
Lea Sölkner (Bad Aussee, 24 dicembre 1958) è un'ex sciatrice alpina austriaca, campionessa del mondo nello slalom speciale a Garmisch-Partenkirchen 1978.

## Biografia
Sciatrice polivalente originaria di Tauplitz, Lea Sölkner in Coppa del Mondo ottenne il primo piazzamento il 22 gennaio 1976 a Bad Gastein in combinata (4ª) e salì per la prima volta sul podio l'11 dicembre dello stesso anno a Courmayeur, chiudendo 2ª in slalom gigante dietro alla compagnia di squadra Brigitte Totschnig. Nella stagione successiva raggiunse l'apice della carriera vincendo la medaglia d'oro nello slalom speciale ai Mondiali di Garmisch-Partenkirchen 1978, dove fu anche 11ª nello slalom gigante; in quella stessa stagione 1977-1978 in Coppa Europa fu 3ª nella classifica generale e 2ª in quella di slalom gigante.
Conquistò l'unico successo in Coppa del Mondo il 23 gennaio 1979 nello slalom speciale disputato a Schruns e in quella stagione 1978-1979 si piazzò 3ª nella Coppa del Mondo di slalom speciale; ai XIII Giochi olimpici invernali di Lake Placid 1980, suo esordio olimpico, non completò né lo slalom gigante né lo slalom speciale e ai Mondiali di Schladming 1982 si classificò 12ª nello slalom speciale.
Ottenne l'ultimo podio in Coppa del Mondo il 14 dicembre 1983 a Sestriere in combinata, piazzandosi 2ª alle spalle della svizzera Erika Hess, e ai successivi XIV Giochi olimpici invernali di Sarajevo 1984, sua ultima presenza olimpica, si classificò 8ª nella discesa libera e non completò lo slalom speciale; l'ultimo piazzamento della sua attività agonistica fu il 10º posto ottenuto nello slalom speciale di Coppa del Mondo disputato il 18 marzo dello stesso anno a Jasná.

## Palmarès

### Mondiali
- 1 medaglia:
  - 1 oro (slalom speciale a Garmisch-Partenkirchen 1978)

### Coppa del Mondo
- Miglior piazzamento in classifica generale: 6ª nel 1982
- 10 podi (3 in discesa libera, 3 in slalom gigante, 3 in slalom speciale, 1 in combinata):
  - 1 vittoria (in slalom speciale)
  - 6 secondi posti
  - 3 terzi posti

#### Coppa del Mondo - vittorie
| Data            | Località | Paese   | Specialità |
| --------------- | -------- | ------- | ---------- |
| 23 gennaio 1979 | Schruns  | Austria | SL         |

Legenda:

SL = slalom speciale

### Coppa Europa
- Miglior piazzamento in classifica generale: 3ª nel 1978[1]
- 8 podi:
  -  4 vittorie
  -  4 terzi posti[senza fonte]

### Campionati austriaci
- 10 medaglie[1][2]:
  - 3 ori (slalom gigante nel 1977; discesa libera nel 1982; discesa libera nel 1984)
  - 3 argenti (slalom speciale nel 1976; combinata nel 1982; combinata nel 1983)
  - 4 bronzi (slalom gigante nel 1978; slalom gigante, slalom speciale nel 1979; discesa libera nel 1983)